# Nicolas Vanwinsen
Nicolas Vanwinsen (ca. 1991) is een Belgisch politicus voor CD&V te Heist-op-den-Berg.

## Levensloop
Bij de gemeenteraadsverkiezingen van 2024 werd hij in Heist-op-den-Berg vanop de 17e plaats met 663 voorkeurstemmen verkozen op de CD&V-kieslijst. Hij had zelf het initiatief genomen om op de lijst te worden geplaatst. Op 5 december werd hij opgenomen in de nieuwe gemeenteraad. Nicolas Vanwinsen is daarmee de eerste Belgische verkozene en gemeenteraadslid ooit met het syndroom van Down. Tijdens gemeenteraden wordt hij begeleid door een vertrouwenspersoon en buddy Kristel Van Craen. Zijn hoofdstreven is, net als dat van de gehandicaptenbeweging: inclusie van mensen met een beperking. Hij is van plan zich in te zetten voor gelijke kansen, voor betere ondersteuning aan werkgevers die mensen met een beperking in dienst hebben en voor administratief eenvoudiger maken en aanmoedigen van vrijwilligerswerk.
Zijn grootmoeder Diane Vandewijngaerden was was 23 jaar lang burgemeester van Heist-op-den-Berg en zijn grootvader Alfons Verbist 17 jaar lang.